# Mutant League Hockey
Mutant League Hockey est un jeu vidéo de hockey sur glace sorti en 1994 sur Mega Drive. Le jeu a été développé et édité par Electronic Arts.
Il s'agit d'un spin-off de Mutant League Football sorti l'année précédente. On retrouve la plupart des équipes et des joueurs dans chacun des deux jeux.
Initialement prévu également sur Amiga, le jeu fut annulé avant sa publication. Une version a finalement été distribuée sur internet en 2015 par Scoopex.